# Cromalin
Cromalin – nazwa handlowa systemu prób koloru należąca do firmy DuPont. Istnieją dwie odmiany tego systemu – naświetlane przy użyciu klisz odbitki analogowe oraz wydruki cyfrowe.
Firma DuPont była prekursorem prób koloru dla poligrafii, stąd do dziś zachowało się potoczne nazywanie prób innych producentów również "kromalinami".